# Harpel
Harpel (53° 00′ N, 7° 05′ L) é uma cidade dos Países Baixos, na província de Groninga. Harpel pertence ao município de Westerwolde, e está situada a 28 km, a norte de Emmen.
A área de Harpel, que também inclui as partes periféricas da cidade, bem como a zona rural circundante, tem uma população estimada em 160 habitantes.